# Каменьский повет
Каменьский повет (пол. Powiat kamieński) — повет (район) в Польше, входит как административная единица в Западно-Поморское воеводство. Центр повета — город Камень-Поморски. Занимает площадь 1006,65 км². Население — 47 494 человека (на 31 декабря 2015 года).

## Административное деление
- города: Дзивнув, Гольчево, Камень-Поморски, Мендзыздрое, Волин
- городско-сельские гмины: Гмина Дзивнув, Гмина Гольчево, Гмина Камень-Поморски, Гмина Мендзыздрое, Гмина Волин
- сельские гмины: Гмина Свежно

## Демография
Население повета дано на 31 декабря 2015 года.
| Перепись            | Всего | Мужчины | Женщины |
| ------------------- | ----- | ------- | ------- |
| Всего               | 47494 | 23339   | 24115   |
| Городское население | 24677 | 11888   | 12789   |
| Сельское население  | 22817 | 11451   | 11366   |